# Black Cat (lied)
Black Cat' is de zesde single van de Amerikaanse R&B-/popzangeres Janet Jackson, afkomstig van haar vierde studioalbum Janet Jackson's Rhythm Nation 1814 uit 1989.

## Informatie
Normaal bracht Jackson R&B- en popnummers uit maar met dit nummer liet ze zien dat ze ook rocknummers kon maken. Ze schreef het nummer zelf en produceerde het samen met een van de gitaristen van het nummer: Jeallybean Johnson. Het werd Jacksons vierde nummer 1-hit in de Amerikaanse Billboard Hot 100. Ze kreeg in 1991 een Grammy-nominatie voor Best Rock Vocal Performance, Female, maar deze verloor ze aan "Black Velvet" van Alannah Myles.
Ze bracht het nummer tijdens al haar tournees ten gehore, te weten: Rhythm Nation World Tour (1990), Janet. World Tour, The Velvet Rope World Tour, All for You World Tour en Rock Witchu Tour.

## Gitaristen
Voor de albumversie van Black Cat werd het grootste gedeelte in handen genomen door Dave Barry, de intro, het refrein en de solo. Barry werd na de Rhythm Nation World Tour Jacksons vaste gitarist tijdens haar tournees. John McClain zorgde voor het 'funky' einde. Jessee Johnson, die ook bij de aftiteling van het album wordt genoemd, is echter alleen in de remixen van het nummer te horen en niet op de albumversie. Nuno Bettencourt is op sommige remixen ook te vinden als ritmegitaarspeler.

## Hitlijsten
Black Cat haalde in de VS haar hoogste positie (nummer 1), gevolgd door nummer 5 in Noorwegen, nummer 6 in Australië en Finland, nummer 9 in Canada en nummer 10 in Zwitserland en de Amerikaanse R&B-hitlijst. In Nederland kwam het nummer niet hoger dan nummer 21.